# Urbanizzazione

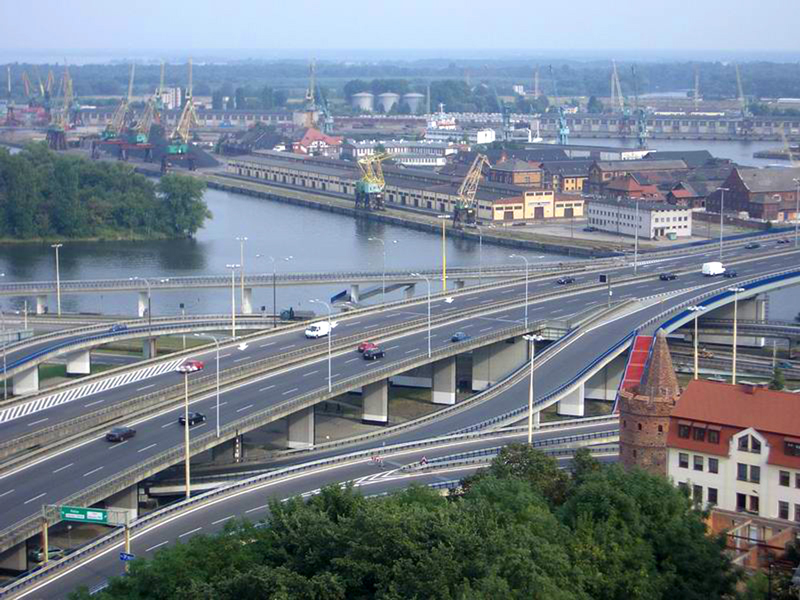
Stettino, Polonia.

L'urbanizzazione è il processo di sviluppo e organizzazione che porta un centro abitato ad assumere le caratteristiche tipiche di una città. Il termine include sia la realizzazione di strutture (opere di urbanizzazione), come reti di trasporti e sistema fognario, sia i cambiamenti di comportamento e costume della società.
Il processo riguarda i centri cittadini di nuova creazione, o centri esistenti che hanno registrato un forte incremento di popolazione (urbanesimo); ma riguarda anche il territorio circostante, quando avviene la diffusione della struttura urbana al di fuori dei margini originari, fino a formare una rete di città. Le città tendono ad espandersi molto rapidamente, con conseguenti problemi di inquinamento, affollamento, traffico e infine condizioni di vita stressanti.
L'urbanistica differenzia le opere di urbanizzazione in due specie, le opere di urbanizzazione primaria quali strade, fognature, sistema di illuminazione, acquedotti e le opere di urbanizzazione secondaria, o sociali, quali scuole, uffici pubblici, aree verdi, impianti sportivi e mercati di quartiere.
A livello globale, dal 2007 la maggioranza degli esseri umani vive in città.

## Definizioni
L’urbanizzazione viene in genere definita principalmente in relazione a due categorie interpretative: da un lato quella demografica, legata a fenomeni quali l’aumento della popolazione nella aree definite urbane e la proportion urban, dall’altro quella territoriale, basata su indicatori quali il consumo di suolo, la diffusione e la concentrazione. Su queste due direttrici si è sviluppato gran parte del dibattito teorico che, nel tempo, ha cercato di definire, misurare e interpretare le dinamiche dell’urbanizzazione, dando luogo alle diverse accezioni con cui viene descritto l’urbano.
La proportion urban indica la proporzione tra popolazione urbana e rurale, su cui si basano le stime delle Nazioni Unite relative alla popolazione urbana. Sebbene questa impostazione sia in fase di superamento, spesso l’urbanizzazione è stata associata al processo di trasformazione del territorio da rurale a urbano, allo sviluppo dei centri abitati e alla concentrazione della popolazione nelle aree urbane. Il tasso di urbanizzazione infatti si può misurare calcolando il rapporto tra popolazione urbana e popolazione rurale, anche se va distinto dalla crescita urbana (urban growth), che invece si riferisce solo alla crescita demografica della popolazione che risiede in aree urbane, e non all’espansione fisica.

## Storia

### Proto-urbanizzazione

#### Rivoluzione neolitica
La condizione indispensabile che ha reso possibile questa nascita è stata la rivoluzione neolitica, costituita dal momento di passaggio da un’economia basata sulla raccolta, la caccia, la pesca, ad un’economia fondata sull’agricoltura e la pastorizia. 
La principale conseguenza della rivoluzione fu il forte aumento di produzione alimentare per ogni singola superficie di terra, che creava un’eccedenza di produzione alimentare disponibile allo scambio ed un aumento della densità di popolazione. 
Per mantenere un’economia basata sull’agricoltura bisogna adottare la sedentarietà ed abbandonare il nomadismo.
Un centro urbano vero e proprio presuppone non solo un’eccedenza di produzione agricola, ma la possibilità di scambiare questo sovrappiù. Le possibilità di scambio sono direttamente proporzionali all’ammontare di questo sovrappiù rispetto alla superficie.
L’agricoltura mette in moto un processo di urbanizzazione, giocano un ruolo fondamentale la fertilità del suolo e l’efficacia dei sistemi agricoli. 
Cronologicamente collochiamo la comparsa dell’agricoltura:
- nel periodo tra l’8500-8000 a.C. in Medio Oriente;
- nel periodo tra il 6000-5000 a.C. in Asia;
- nel 5000 a.C. in Africa;
- nel periodo tra il 7000-6500 a.C. in America;
- nel periodo tra il 6500-6000 a.C. in Europa.

#### Rivoluzione urbana
Riguardo invece alla nascita delle primi centri pre-urbani o della proto-urbanizzazione collochiamo:
- in Medio Oriente abbiamo Gerico verso il 7800 a.C. e Catal Huyuk verso il 6500 a.C.;
- in India si sono sviluppate verso il 2500 a.C.;
- in Cina sono comparse nel periodo tra il 2000-1500 a.C.;
- nell’America precolombiana nel periodo tra il 1500-800 a.C.;
- nell’Africa Nera nel periodo tra il 1000-500 a.C.;

L’apparizione di un'urbanizzazione vera e propria è detta Rivoluzione urbana ed collocata tra il 3500 e il 2700 a.C. La popolazione mondiale in questo periodo aumentò del 70% e la maggior parte di essa era concentrata nelle città.

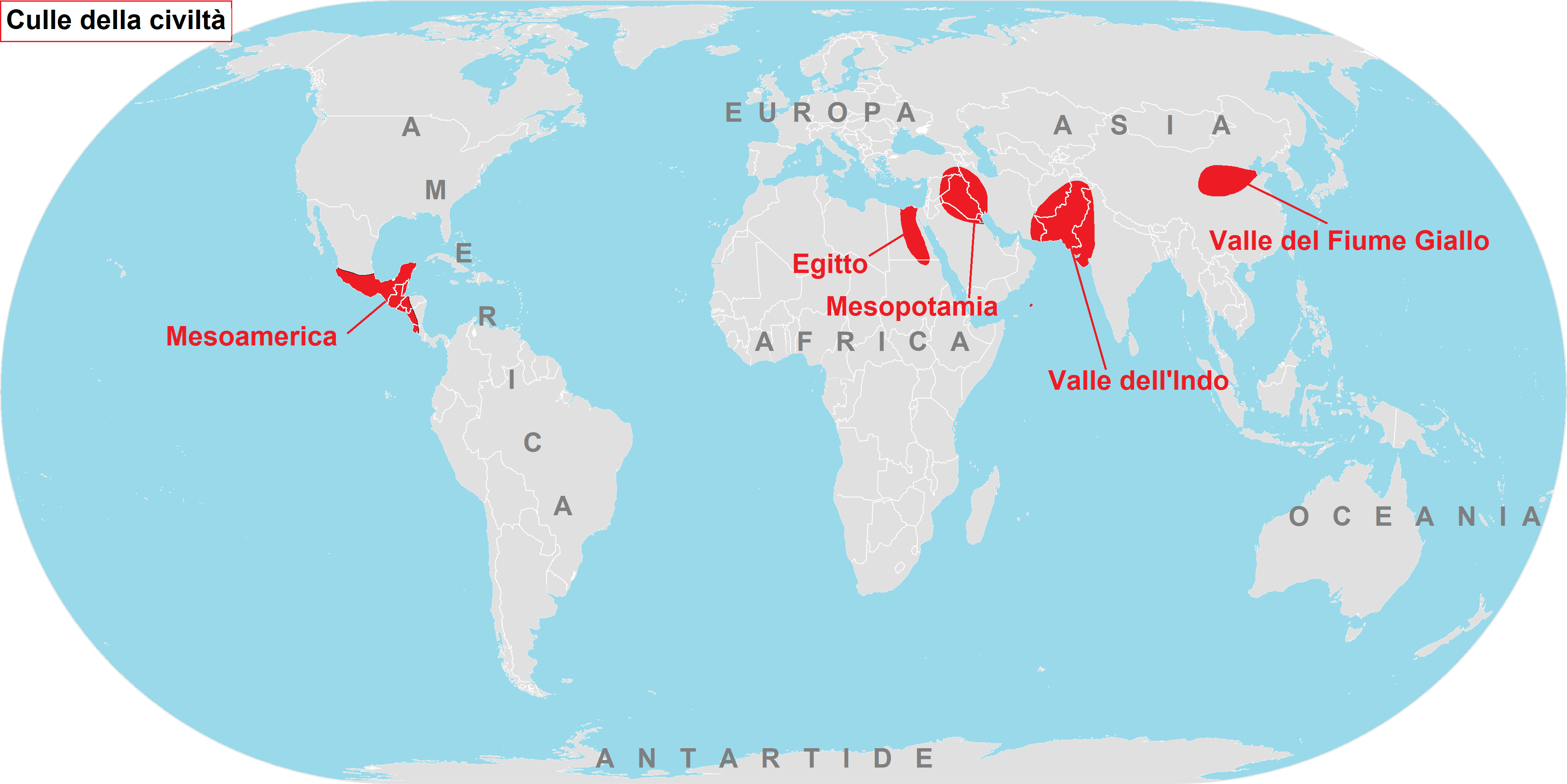
Le "culle della civiltà urbana"

L’apparizione delle prime autentiche forme di civiltà urbana si ha nelle cosiddette culle della civiltà urbana:
- in Mesopotamia e in Egitto dal 3500 a.C.;
- nella valle dell'Indo e nella valle del Fiume Giallo tra il III e il II millennio avanti Cristo;
- in Mesoamerica tra il 1500 e 300 dopo Cristo.

A partire dalle culle della civiltà urbana, il processo di formazione delle città si è diffuso anche in altre aree:
- nel Pakistan dal 2100 al 1750 a.C.;
- in India dal 1000 al 400 a.C.;
- in Giappone dal 650 al 700 d.C.;
- in Cina dal 1400 al 1100 a.C.;
- in Corea all’inizio dell’età cristiana;
- nel nord Africa dal 2600 al 2400 a.C.;
- nel sud Africa dall'810 al 630 a.C.;
- in Messico tra il I secolo a.C. e il VII secolo d.C.;
- in Europa dal 1200 al 1000 a.C.

Zone come l’area tropicale dell’Africa nera e dell’Asia e l’Europa settentrionale e orientale sono aree in cui l’urbanizzazione è comparsa solo a partire dall’anno 100 d.C., poiché l’agricoltura era quasi del tutto ignota. 
Anche nell’America precolombiana le civiltà urbane sono tardive: i Maya, raggiungono un sistema urbanizzato solo dopo il 200 d.C., sebbene si possa risalire fino al 2500 a.C. quando ancora erano organizzati in villaggi e si basavano sull’agricoltura.
Una costante nella storia dell’urbanizzazione è l’alta mortalità infantile, ricorrente in tutti i paesi del Terzo Mondo. Il tasso della mortalità infantile urbana superava del 60% quello delle campagne, su cui influivano i numerosi regimi demografici, tra cui la dimensione stessa delle città.
Se da una parte si registrava un’alta mortalità urbana, dall'altra il flusso migratorio della popolazione dalla campagna alla città compensava le perdite subite.

### La rivoluzione industriale: una rottura fondamentale che porta all’odierno mondo urbanizzato
La rivoluzione industriale è una delle tappe fondamentali nella storia dell’urbanizzazione e compie un innalzamento del limite superiore raggiunto dalle città. 
La sua diffusione si colloca agli inizi del 1800, con conseguente sconvolgimento dei livelli di urbanizzazione. L’Europa aumenta dello 0,6% all’anno, accelerando ulteriormente dalla seconda metà del XIX secolo.
Dopo il 1910 la maggioranza della popolazione nei paesi sviluppati risiede nelle città, evidenziando anche quelle che sono le differenze tra i paesi del Terzo Mondo. 
Conseguentemente alla rivoluzione industriale, precisamente dal 1845 in poi, le grandi città superano il milione di abitanti: nel mondo sviluppato si contano otto città con più di 2 milioni di abitanti:
- Berlino;
- Chicago;
- San Pietroburgo;
- Londra;
- Parigi;
- Tokyo;
- Vienna;
- New York (che arriva ai 15 milioni di abitanti verso gli anni 1964-1966).

Statisticamente, considerando come una città di grandi dimensioni un agglomerato di almeno 500.000 abitanti, nei paesi sviluppati abbiamo:
- agli inizi del 1800 meno dell’1% della popolazione risiede in città;
- dopo il 1900 la popolazione urbana aumenta fino al 7%;
- nel 1990 si arriva fino al 30% della popolazione (ovvero un cittadino su nove).

Sebbene la città sia il mercato principale su cui riversare le innovazioni della rivoluzione industriale, essa ha avuto luogo grazie agli spazi delle zone rurali e delle piccole città:
- L’energia richiesta dagli impianti (mulini ad acqua o a vento) era reperibile in gran parte solo al di fuori delle zone urbane;
- Il settore siderurgico privilegiava il carbone, anch’esso estraibile nelle zone rurali;
- La mancanza di regolamentazioni e il basso livello dei salari delle zone rurali permetteva maggiore libertà e risparmio economico alle imprese.

La rivoluzione industriale ha fatto della città il luogo di origine delle innovazioni, dal 1810 in poi diviene fonte di sviluppo economico, industriale e manifatturiero:
- Agevola la mobilità sociale;
- Permette l’incontro tra l’offerta e la domanda;
- Allarga gli sbocchi della produzione agricola e industriale;
- Favorisce la monetizzazione dell’economia.

La rivoluzione industriale ha quindi amplificato la città come mercato di innovazioni e sviluppo tecnologico, ma analizzando anche i retroscena, è stata una delle principali cause dell’alto tasso di mortalità urbana, soprattutto infantile.
Agli inizi della rivoluzione, nelle grandi città, gli operai provenienti dalle campagne in cui il progresso della produttività agricola aveva ridotto la proporzione di uomini necessari nelle imprese, erano sfruttati più del dovuto, costretti spesso a vivere insieme alle proprie famiglie in ambienti malsani e opprimenti, con un’alta esposizione alle malattie.
Si può dire che in Europa, nel periodo tra il 1800 e il 1900 la città ha “ucciso” più bambini di quanti ne siano stati registrati nei tre secoli precedenti.

## L'inflazione urbana
La città ha svolto un ruolo di appoggio fondamentale per la colonizzazione, ricoprendo il ruolo di punto di penetrazione principale, contribuendo così agli effetti negativi sulle strutture economiche e sociali dei paesi del Terzo Mondo. 
Si registra il declino della maggior parte delle città basate sulla produzione di industrie tradizionali, l’espansione di grandi città portuali, in primo piano quelle europee.
La colonizzazione da inizio ad un fenomeno di inflazione urbana senza precedenti:
- Nel 1900 si registra una popolazione urbana di 49 milioni di abitanti con un tasso di urbanizzazione del 9,5% su un totale di 513 milioni di abitanti;
- Nel 1930 si registra una popolazione urbana di 157 milioni di abitanti con un tasso di urbanizzazione del 11,8% su un totale di 1325 milioni di abitanti;
- Nel 1950 si registra una popolazione urbana di 259 milioni di abitanti con un tasso di urbanizzazione del 15,7% su un totale di 1651 milioni di abitanti;
- Nel 1970 si registra una popolazione urbana di 626 milioni di abitanti con un tasso di urbanizzazione del 24,2% su un totale di 2589 milioni di abitanti;
- Nel 1990 si registra una popolazione urbana di 1381 milioni di abitanti con un tasso di urbanizzazione del 34,1% su un totale di 4056 milioni di abitanti.

Negli anni ’50 sono state prese nei confronti della Cina misure coercitive per contenere l’effetto dell’inflazione urbana, difatti la sola Cina registrava una progressione annua del 3,8% contro un indice del 4,5% dell’insieme del Terzo Mondo. 
A seguito della morte di Mao Zedong, Presidente della Repubblica popolare cinese, la popolazione ha conosciuto un’espansione pari ad un tasso annuo del 4,5% poiché le città venivano viste come nuove opportunità di crescita dagli abitanti delle zone rurali, e non più un male che dev’essere evitato. 
Purtroppo all’espansione della popolazione non è seguito un uguale aumento della produzione agricola ed è stato del tutto assente il sostegno di uno sviluppo economico; a questo è dovuto il fenomeno dell’ipertrofia urbana (accrescimento smisurato della popolazione urbana).
Le principali cause che hanno portato il Terzo Mondo all’inflazione urbana sono qui elencate:
- L’intrusione di tecniche mediche e paramediche occidentali spinge l’aumento della densità d’occupazione delle terre agricole;
- Un notevole divario tra i salari delle zone rurali e i salari offerti nelle città, decisamente più alti;
- La rapida diffusione dell’istruzione nell’ambiente rurale divide le generazioni, spingendo i più giovani a lasciare la campagna e ad inserirsi nella società moderna.

Tutti i continenti hanno subito l’effetto dell’inflazione urbana, sebbene questo fenomeno sia comparso in maniera non uniforme, agli inizi degli anni ’90 si ha la seguente situazione:
- L’Africa registra un tasso di urbanizzazione pari al 28,9% con un aumento del 23,4%;
- L’America Latina, con economia di mercato, registra un tasso di urbanizzazione pari al 70,4% con un aumento del 50,1%;
- L’Asia registra un tasso di urbanizzazione pari al 31% con un aumento del 21,1%;
- Il Terzo Mondo, con economia di mercato, registra un tasso di urbanizzazione pari al 36,8% con un aumento del 26,8%;
- La Cina ed altri paesi asiatici ad economia pianificata registrano un tasso di urbanizzazione pari al 27,6% con un aumento del 19,7%.

### Principali conseguenze dell’inflazione urbana
Analizzando le conseguenze del fenomeno dell’inflazione, si presentano come principali l’aumento delle dimensioni delle città principali e l’apparizione delle prime metropoli. 
Prendendo in considerazione la situazione demografica del Terzo Mondo con economia di mercato:
- nel 1930 si registrano 129 città che contano più di un milione di abitanti, di cui 5 agglomerati ne superano i 5 milioni;
- nel 1950 il 30% della popolazione urbana si concentra nelle città con più di 500.000 abitanti;
- nel 1990 si registrano 168 agglomerati urbani di cui 23 con più di 5 milioni di abitanti e il tasso della popolazione urbana arriva al 48% (ovvero un cittadino su 5).

I paesi in via di sviluppo a economia di mercato, a seguito dell’ingente crescita demografica nelle città, soffrono di un enorme deficit di produzione alimentare a causa della stasi ad un basso livello di produttività agricola. L’urbanizzazione non è stato quindi un elemento sufficiente a comportare uno sviluppo significativo delle tecniche agricole alimentari. 
Un’altra conseguenza importante è il deficit di impieghi urbani, dagli anni ’60 la disoccupazione ha raggiunto percentuali elevate colpendo limitando soprattutto la popolazione giovane e favorendo di conseguenza il lavoro in nero, causa del sotto-impiego.
Il potenziamento delle attività terziarie grava d’altra parte sull’efficienza dell’insieme dell’economia, le imprese che si occupano dei settori primari e secondari diminuiscono sensibilmente. 
Con l’aumento demografico si formano poi le bidonvilles, insediamenti urbani densamente popolati, caratterizzati da edifici fatiscenti e condizioni di vita al di sotto degli standard di benessere.
Cronologicamente la crescita urbana delle città ha visto come protagoniste:
- nel 1850 Istanbul e Canton erano le città più grandi del Terzo Mondo;
- nel 1920 Buenos Aires, Calcutta e Shanghai sono le prime città a superare il limite dei 2 milioni di abitanti;
- nel 1950 Buenos Aires, Pechino e T’ien-tsin superano i 5 milioni, mentre Shanghai raggiunge i 10 milioni di abitanti;
- nel 1970 Città del Messico diviene la città più grande del Terzo Mondo;
- nel 1991 Città del Messico arriva ai 21 milioni di abitanti e acquisisce la nomina di città più grande del mondo, superando Tokyo e San Paolo.

L’urbanizzazione, nella forma assunta dal Terzo Mondo, non ha contribuito nel suo insieme a rendere la città un fattore di sviluppo economico, si sostiene anzi che l’inflazione urbana abbia causato un sottosviluppo, collocato nel contesto delle strutture internazionali:
- l’aumento demografico ha favorito l’importazione di prodotti manifatturieri e agricoli a discapito della produzione locale;
- i paesi del Terzo Mondo mancano di conoscenza uniforme delle tecniche scientifiche, destabilizzando la città nel ruolo di propagatore di innovazioni;
- l’istruzione che si ottiene nelle città è sicuramente caratterizzata da tratti socialmente moderni, non lineari con la realtà che si rispecchia nelle zone rurali, causando così un distacco tra le generazioni e spingendo i più giovani a migrare.

A seguito di numerose problematiche derivate dalla crescita demografica nel 1970 si registra una stasi del tasso di urbanizzazione nei paesi sviluppati occidentali, passando dall’1,2% del 1960 allo 0,3%, arrivando ad un punto di regresso nel 1980 con un massimale dello 0,2%.
Analizzando le zone urbane dell’Europa occidentale, le principali cause del declino sono le seguenti:
- la percentuale della popolazione attiva che lavora nel campo della produzione agricola è passata dal 15,1% al 10,4%, ovvero 5,8 milioni di lavoratori hanno abbandonato il settore;
- la popolazione urbana è progredita solo di 16 milioni di unità, di cui 9 deviati da una naturale espansione demografica;
- in presenza delle degradanti condizioni di salute e l’alto tasso di mortalità che offre la città, gli abitanti delle campagne non sono allettati all’idea di una vita urbana;
- un numero crescente di cittadini abbandona la città, scegliendo come destinazione aree rurali ben distanti dai centri urbani;
- la diffusione di apparecchi tecnologici/elettronici e la riduzione del loro prezzo sul mercato ingloba anche la popolazione rurale nei ritmi della società urbana.

Nei paesi del Terzo Mondo con economia di mercato, l’inflazione urbana è invece destinata a espandersi per i successivi decenni, con previsioni di aumento fino ai 4,3 miliardi di abitanti agli inizi del 2025. 
Se tali ipotesi si avverassero, sarebbe possibile far fronte a problemi di impiego, nutrizione, sanità, istruzione e ubicazione (ad oggi ancora parzialmente irrisolti) promuovendo la crescita della produzione agricola e il contenimento della crescita demografica.